# 日高山脈
42°43′10″N 142°40′58″E / 42.71944°N 142.68278°E

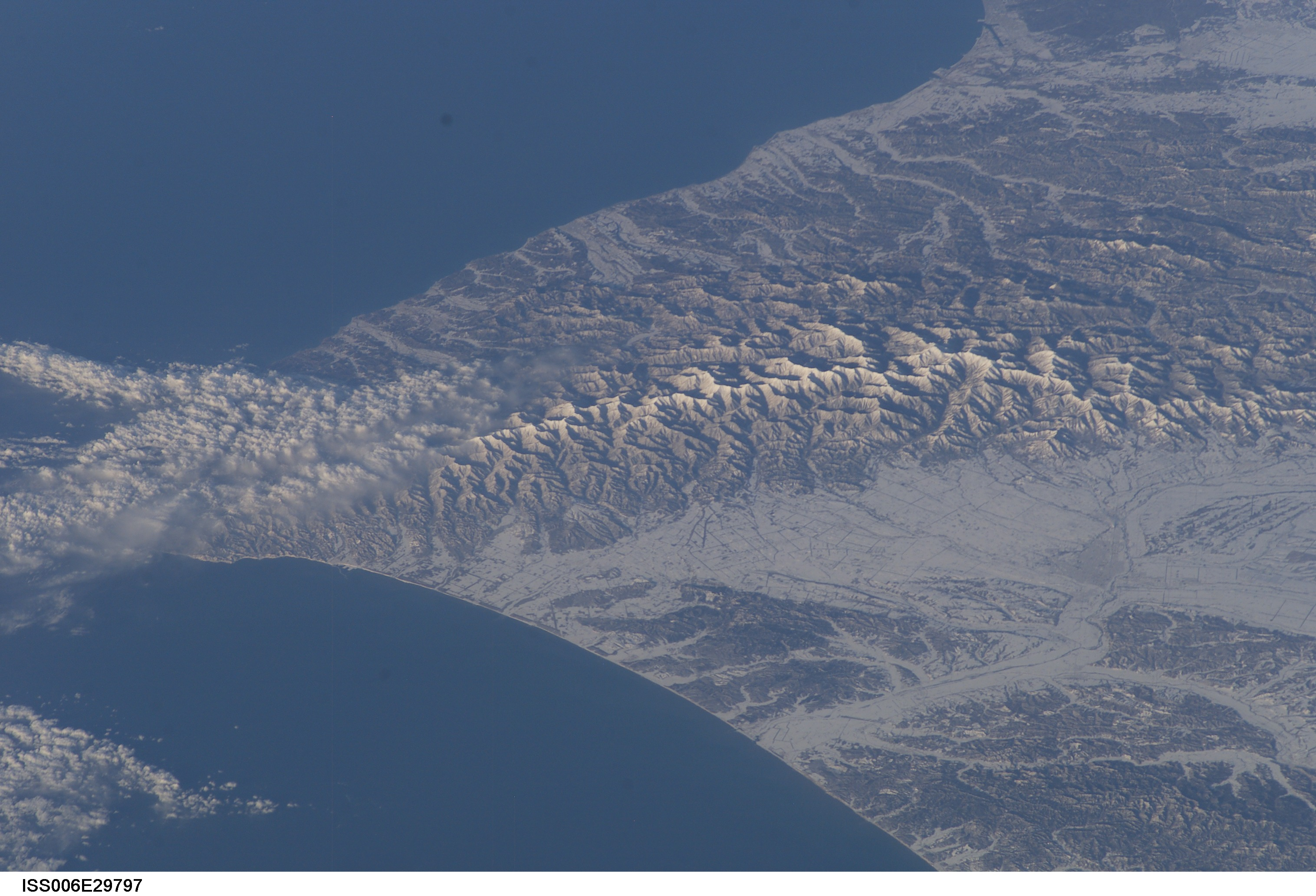
日高山脈

日高山脈（日语：／ Hidaka sanmyaku */?）是日本北海道中南部的山脈。从狩胜峠到襟裳岬，长约150公里。最高峰幌尻岳海拔2,052米。

## 外部連結
- . kotobank （日语）.